# Liste von Sakralbauten in Landshut

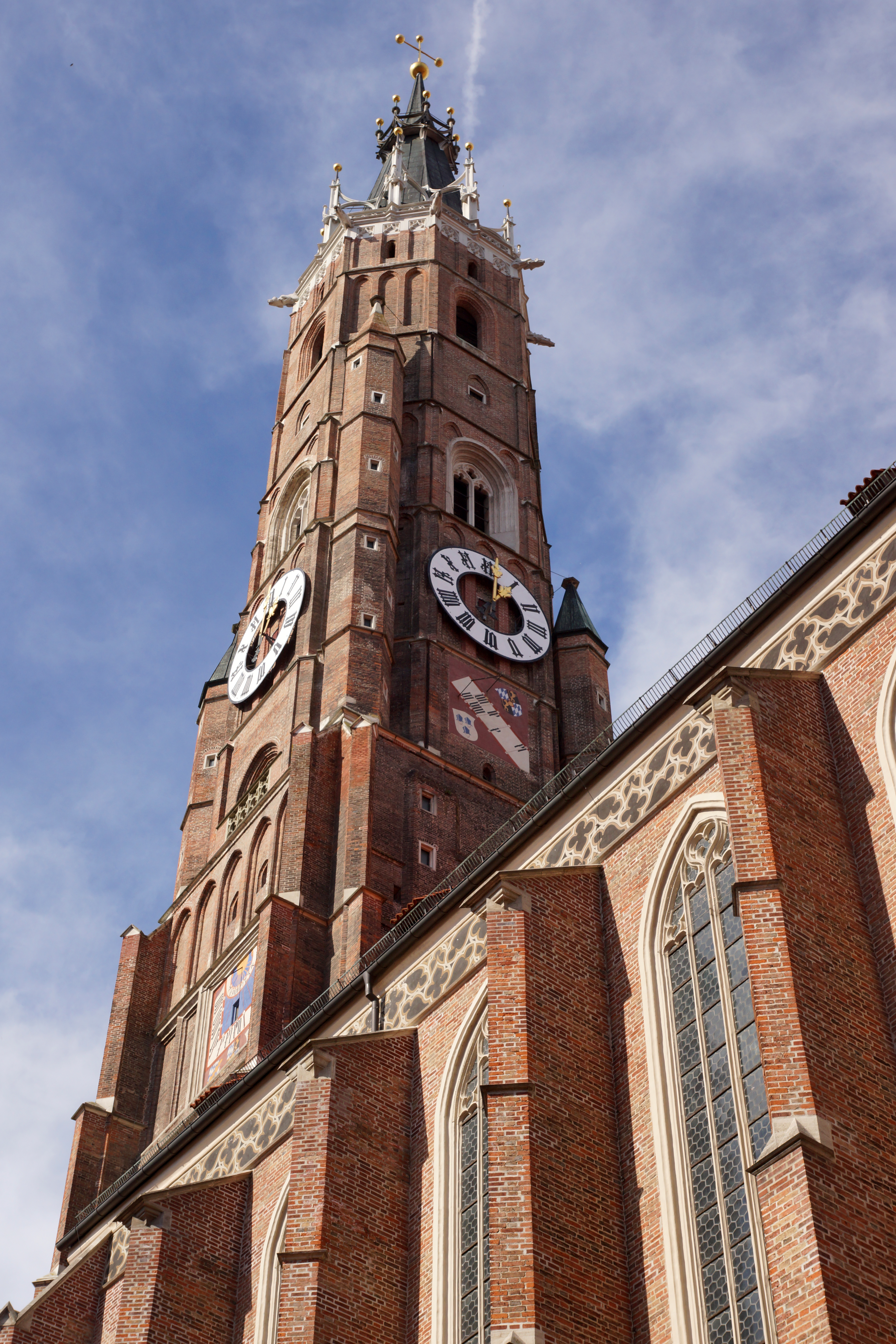
Turm der Stiftsbasilika St. Martin (sog. Martinsturm), der höchste Backsteinturm der Welt

Die Liste von Sakralbauten in Landshut nennt Kirchengebäude und sonstigen Sakralbauten in der kreisfreien Stadt Landshut, Bayern.
Eingeschlossen sind die eingemeindeten Stadtteile. Der Übersicht halber sind die Kirchen alphabetisch sortiert und mit einem Hinweis auf den Stadtteil versehen. Bei der alphabetischen Sortierung ist der Weihe-Name (bei katholischen Kirchen) relevant und nicht der Beiname.

## Katholische Kirchen
In der römisch-katholischen Kirche gibt es die Besonderheit, dass die Stadt Landshut zwischen zwei Diözesen aufgeteilt ist. Die Stadtteile rechts (südlich) der Isar gehören zum Erzbistum München und Freising, die Stadtteile links (nördlich) der Isar werden zum Bistum Regensburg gezählt. Diese Grenzziehung wurde bereits im Jahr 1157 festgeschrieben. Die einzige Ausnahme auf dem Stadtgebiet von Landshut bildet die Pfarrei St. Vinzenz von Paul in Auloh mit den Filialkirchen Mariä Heimsuchung in Frauenberg und St. Michael in Schweinbach, welche zwar rechts der Isar liegt, aber trotzdem dem Bistum Regensburg zugerechnet wird. Da die Landshuter Altstadt rechts der Isar bzw. auf der Insel zwischen Kleiner und Großer Isar liegt, gehören die meisten historischen bedeutenden Kirchenbauten zum Erzbistum München und Freising.

### Afrakapelle, Nikola
Die zum Kloster Seligenthal gehörende Afrakapelle (ehemals Johanniskapelle) ist älter als die Abteikirche Mariä Himmelfahrt. Vor deren Fertigstellung wurden die Messen der klösterlichen Gemeinschaft wohl in der Afrakapelle gefeiert. Diese muss zügig nach der Klostergründung 1232 erbaut worden sein, da bereits 1240 die Klosterstifterin Ludmilla von Böhmen hier beerdigt wurde. In der Afrakapelle befindet sich ein Spätrenaissance-Altar aus dem Jahr 1613, der gotische Figuren von Maria mit dem Jesuskind, Johannes’ des Täufers und des Evangelisten Johannes enthält.
Bistum: Regensburg
Koordinaten: 48° 32′ 35,2″ N, 12° 8′ 50,8″ O

### Ehem. Dominikanerkirche St. Blasius, Altstadt

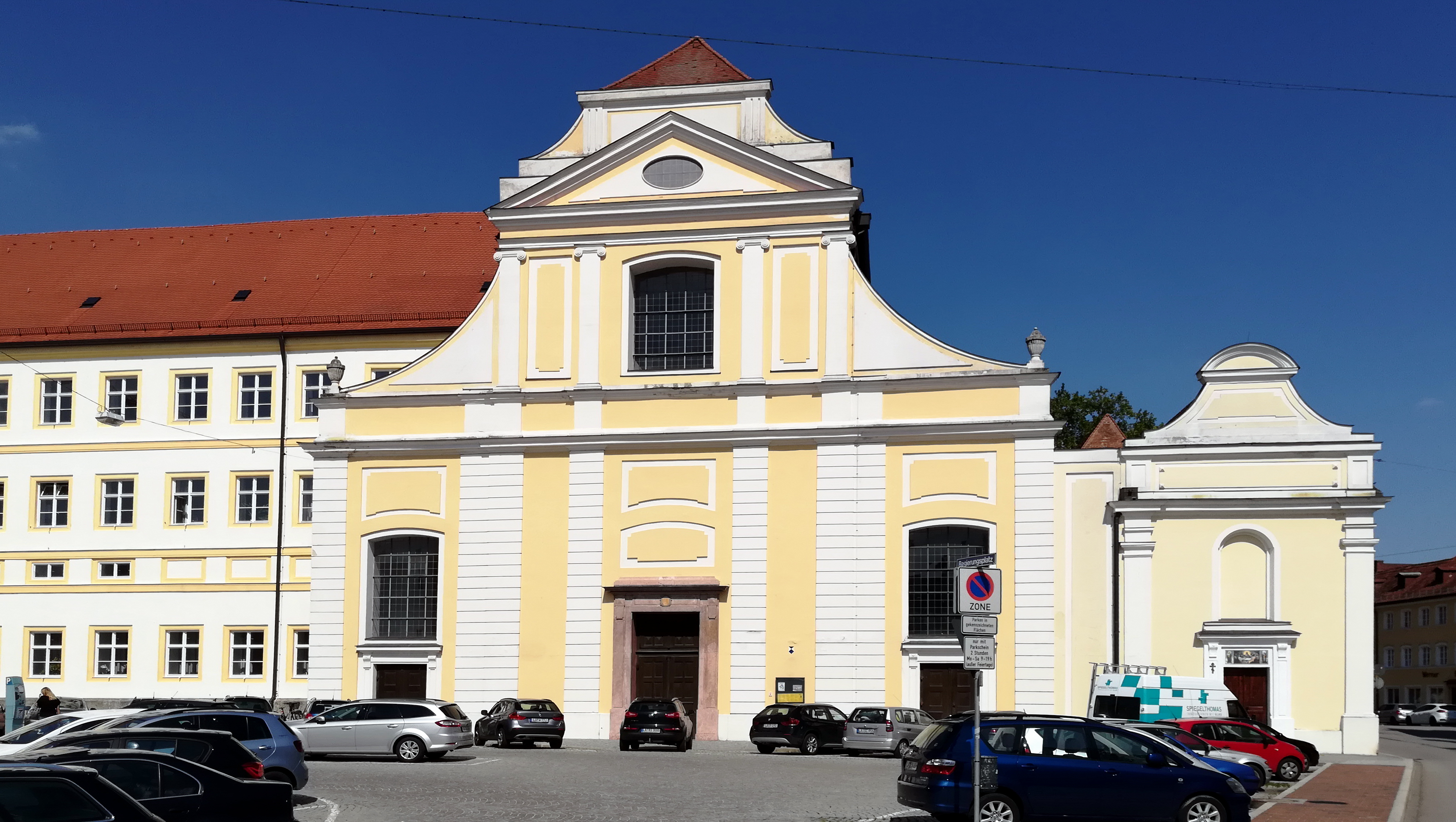
Hauptfassade der Dominikanerkirche

Die sogenannte Dominikanerkirche, heute eine Nebenkirche der Pfarrei St. Jodok, wurde im 14. Jahrhundert im gotischen Stil errichtet. Ihr heutiges Erscheinungsbild erhielt sie bei einer Umgestaltung im Stile des Rokoko durch Johann Baptist Zimmermann von 1747 bis 1749. Die Westfassade wurde im Jahr 1805 klassizistisch umgestaltet. Seit der Säkularisation des Dominikanerklosters im Jahr 1802 befindet sich die Kirche in staatlichem Besitz. Besonders sehenswert ist das kunstvolle barocke Chorgestühl. Neben dem wöchentlichen Sonntagsgottesdienst ziehen besonders die Orgelkonzerte und der Landshuter Krippenweg in der Advents- und Weihnachtszeit viele Besucher an.
Bistum: München und Freising
Koordinaten: 48° 32′ 13,9″ N, 12° 9′ 23″ O

### Heilig Blut, Berg

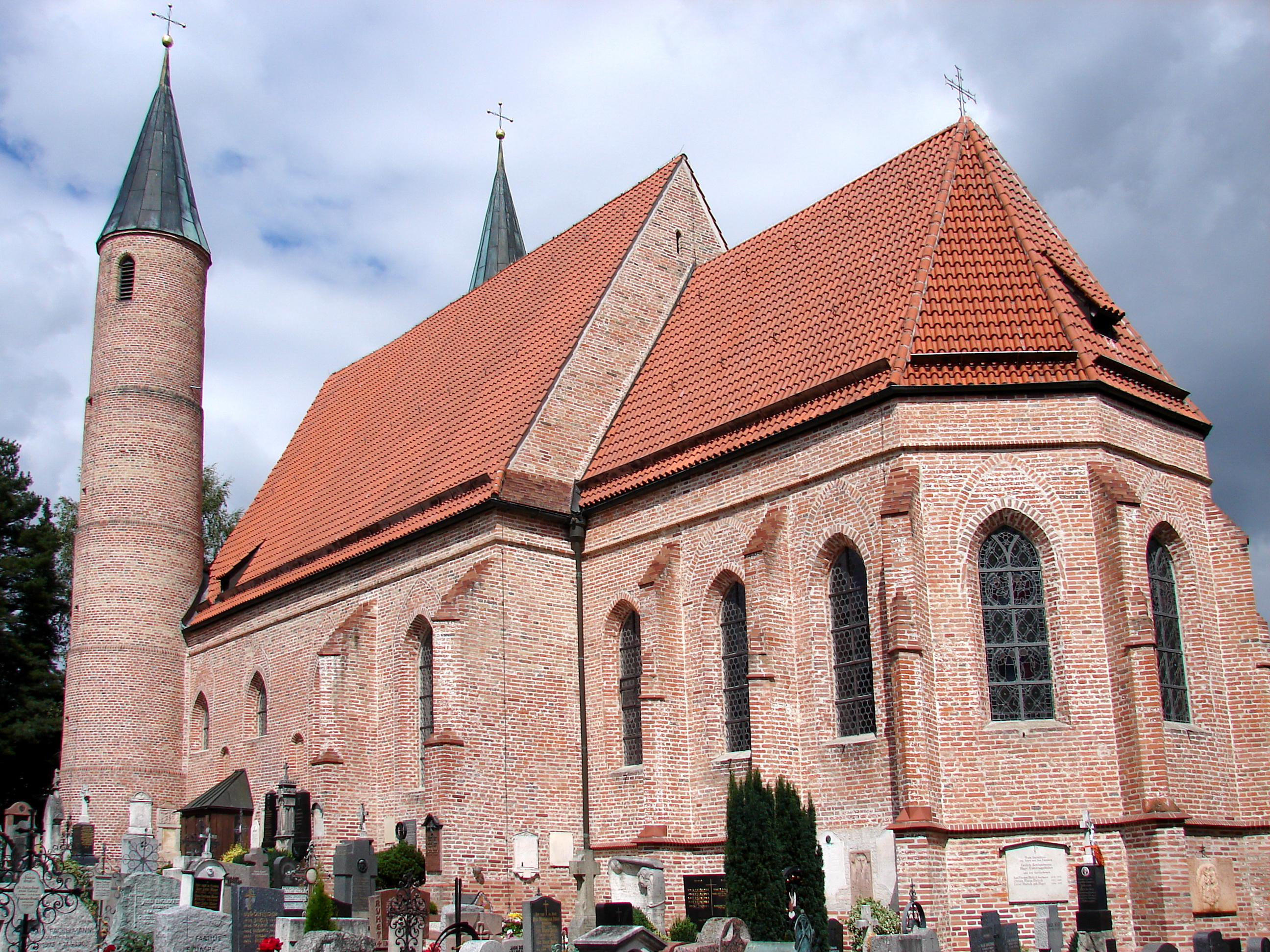
Pfarrkirche Heilig Blut im Stadtteil Berg ob Landshut

Die Pfarrkirche Heilig Blut ist geistlicher Mittelpunkt des 1928 eingemeindeten Stadtteils Berg ob Landshut. Der gotische Bau aus dem 15. Jahrhundert ist vor allem durch seine in Altbayern einzigartigen Rundtürme bekannt. Rund um die Kirche befindet sich noch ein alter Dorffriedhof.
Bistum: München und Freising
Koordinaten: 48° 31′ 44,6″ N, 12° 9′ 54,4″ O

### Heilig Geist, Altstadt

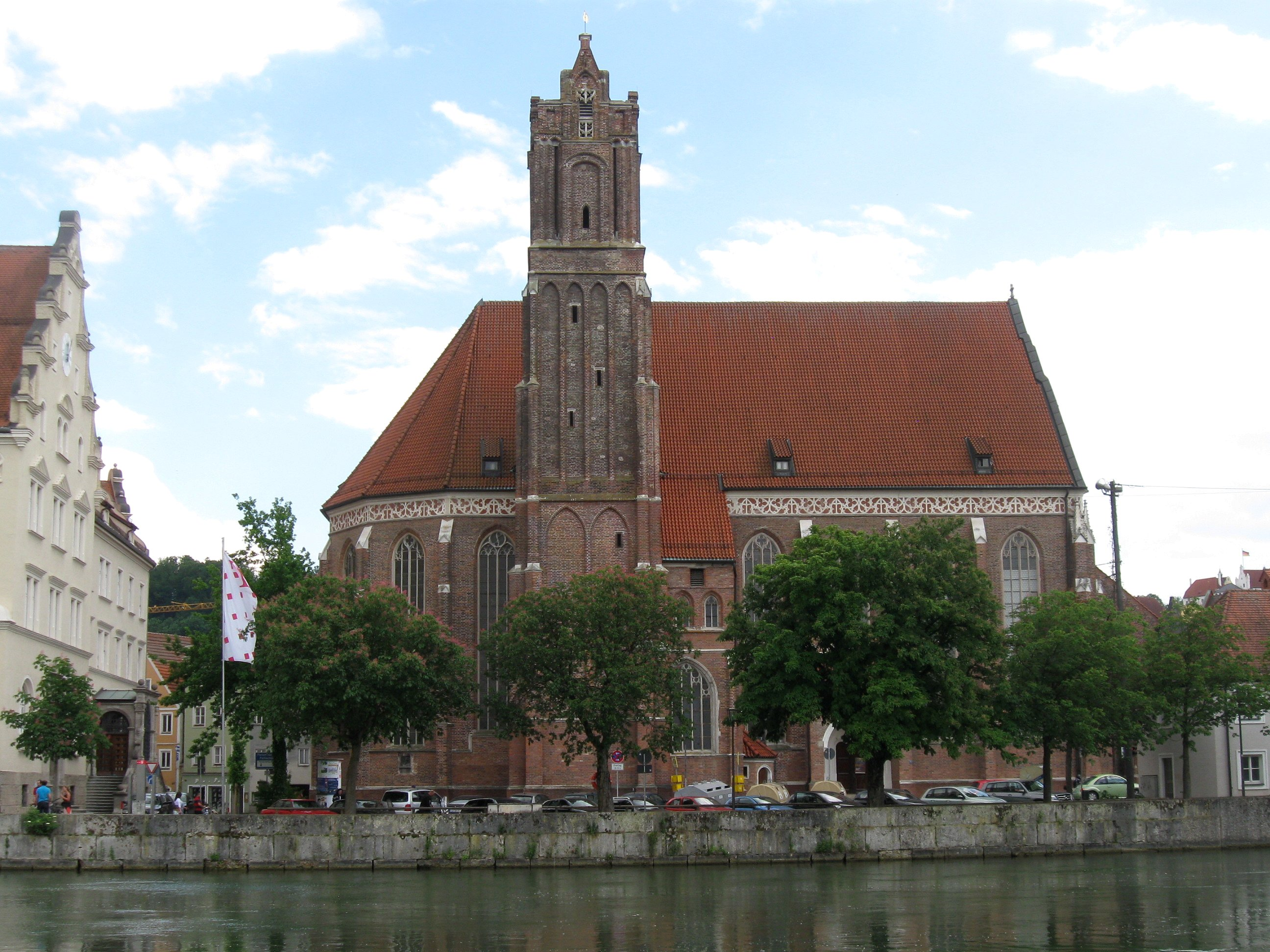
Heilig-Geist-Kirche

Die Heilig-Geist-Kirche ist neben St. Martin und St. Jodok die dritte große Vertreterin der Landshuter Backsteingotik. Die Kirche wurde in der Zeit von 1407 bis 1461 errichtet. Bis zu seinem Tod 1432 fungierte der berühmte Hans von Burghausen, Begründer der Landshuter Bauhütte, als Baumeister. Der durch hohe Fenster beleuchtete Kirchenraum ist innen ungewöhnlich hell und zählt mit seinem Chorumgang zu den bemerkenswertesten Raumschöpfungen der Spätgotik in Altbayern. Die Kirche wird heute vorwiegend als Ausstellungsraum der Museen der Stadt Landshut genutzt. In der Nebenkirche der Pfarrei St. Martin findet jährlich nur noch der Patroziniumsgottesdienst am Pfingstmontag statt.
Bistum: München und Freising
Koordinaten: 48° 32′ 19,3″ N, 12° 9′ 9,4″ O

### Ehem. Jesuitenkirche St. Ignatius, Altstadt
Die sogenannte Jesuitenkirche am oberen Ende des Straßenzuges Neustadt ist ein eindrucksvolles Kirchengebäude, das stilistisch zwischen Renaissance und Barock anzusiedeln ist. Das turmlose Gotteshaus wurde von 1629 bis 1641 in den Wirren des Dreißigjährigen Krieges erbaut. Der üppige Stuck im Innenraum wurde zwischen 1640 und 1647 von dem Wessobrunner Meister Mathias Schmuzer geschaffen. Die Jesuitenkirche gehört heute zur Pfarrei St. Martin und wird als Hauptkirche der Marianischen Männerkongregation für Landshut und Umgebung angesehen. Seit 2007 dauern umfangreiche Sanierungsmaßnahmen in der Kirche an, deren Ende vorläufig noch nicht absehbar ist (Stand: August 2016).
Bistum: München und Freising
Koordinaten: 48° 32′ 0,4″ N, 12° 9′ 11,5″ O

### St. Jodok, Altstadt

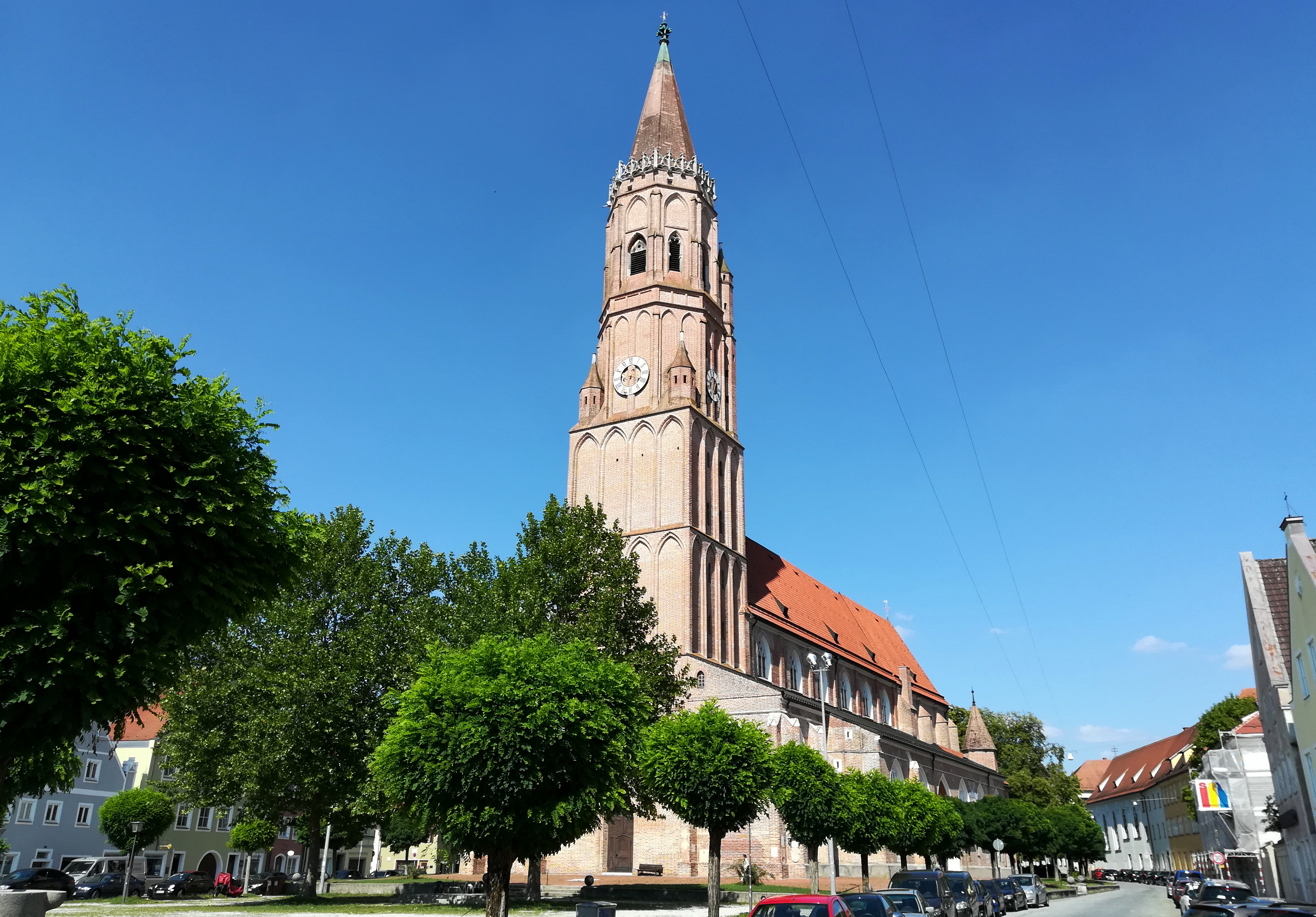
St. Jodok

Die Jodokskirche bildet den Mittelpunkt des 1338 gegründeten Stadtteils Freyung. Der Mitte des 14. Jahrhunderts errichtete gotische Basilika wurde im Jahre 1369 nach St. Martin zur zweiten Pfarrkirche Landshuts. Nach einem verheerenden Brand im Jahre 1403 wurde das ursprüngliche Konzept des Baus maßgeblich weiterentwickelt. Der Kirchturm ist mit rund 80 Metern Höhe nach dem Martinsturm der zweithöchste der Stadt.
Bistum: München und Freising
Koordinaten: 48° 32′ 10,9″ N, 12° 9′ 27,7″ O

### Ehem. Ursulinenkirche St. Joseph, Altstadt

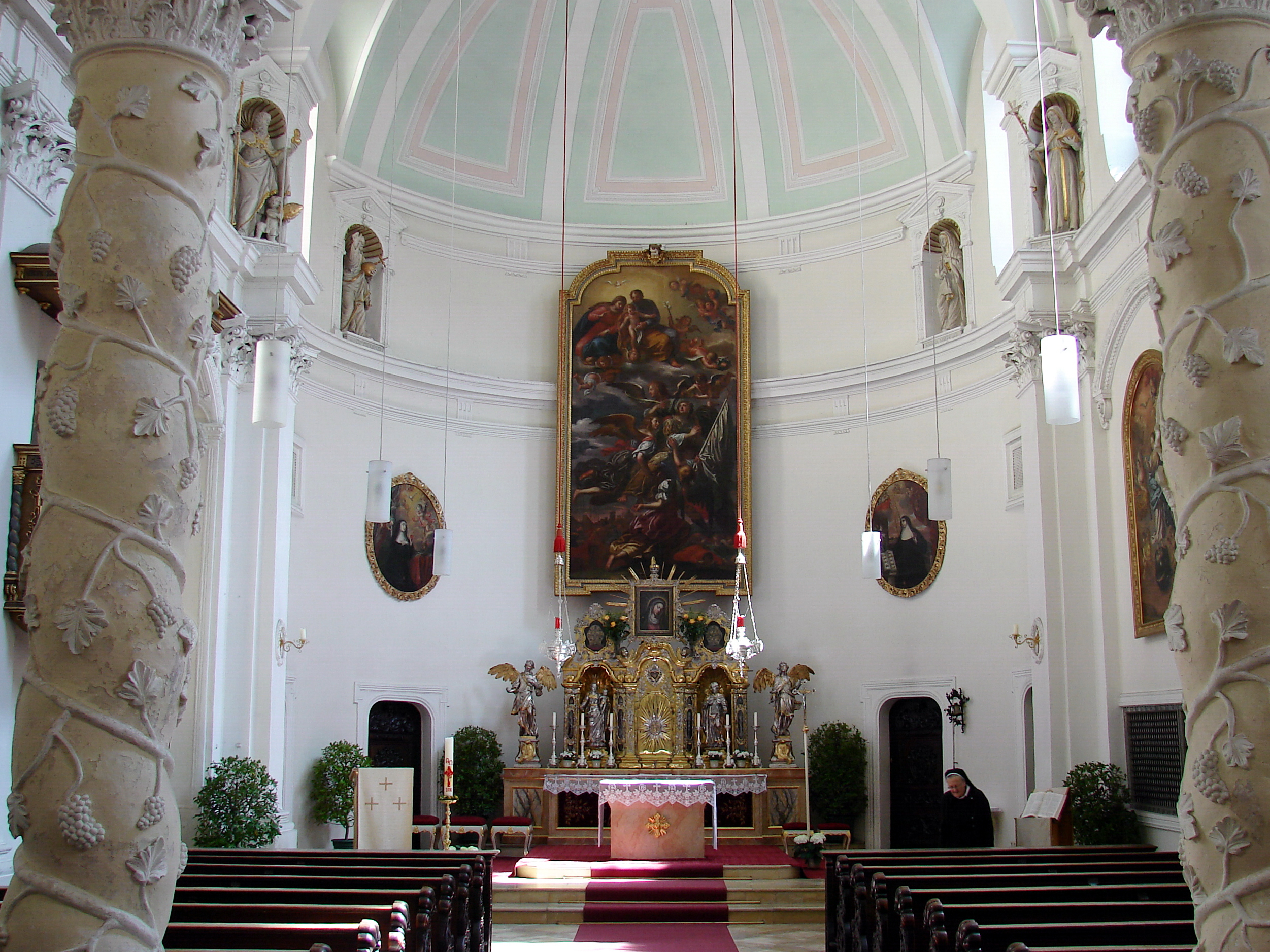
Ehem. Ursulinenkirche St. Joseph

Die Kirche St. Joseph war die Klosterkirche des 2016 aufgelösten gleichnamigen Ursulinenklosters in der Landshuter Neustadt. Die barocke Kirche wurde 1679 geweiht und war vor allem im 18. Jahrhundert Ziel einer beliebten Wallfahrt. Das dabei verehrte Gnadenbild Unsere Liebe Frau mit dem geneigten Haupte wurde 1680 von einem Kanoniker des Kollegiatstifts St. Martin gestiftet und war ab 1699 am Hochaltar der Kirche ausgestellt.
Bistum: München und Freising
Koordinaten: 48° 32′ 17,7″ N, 12° 9′ 17,5″ O

### St. Konrad, Nikola

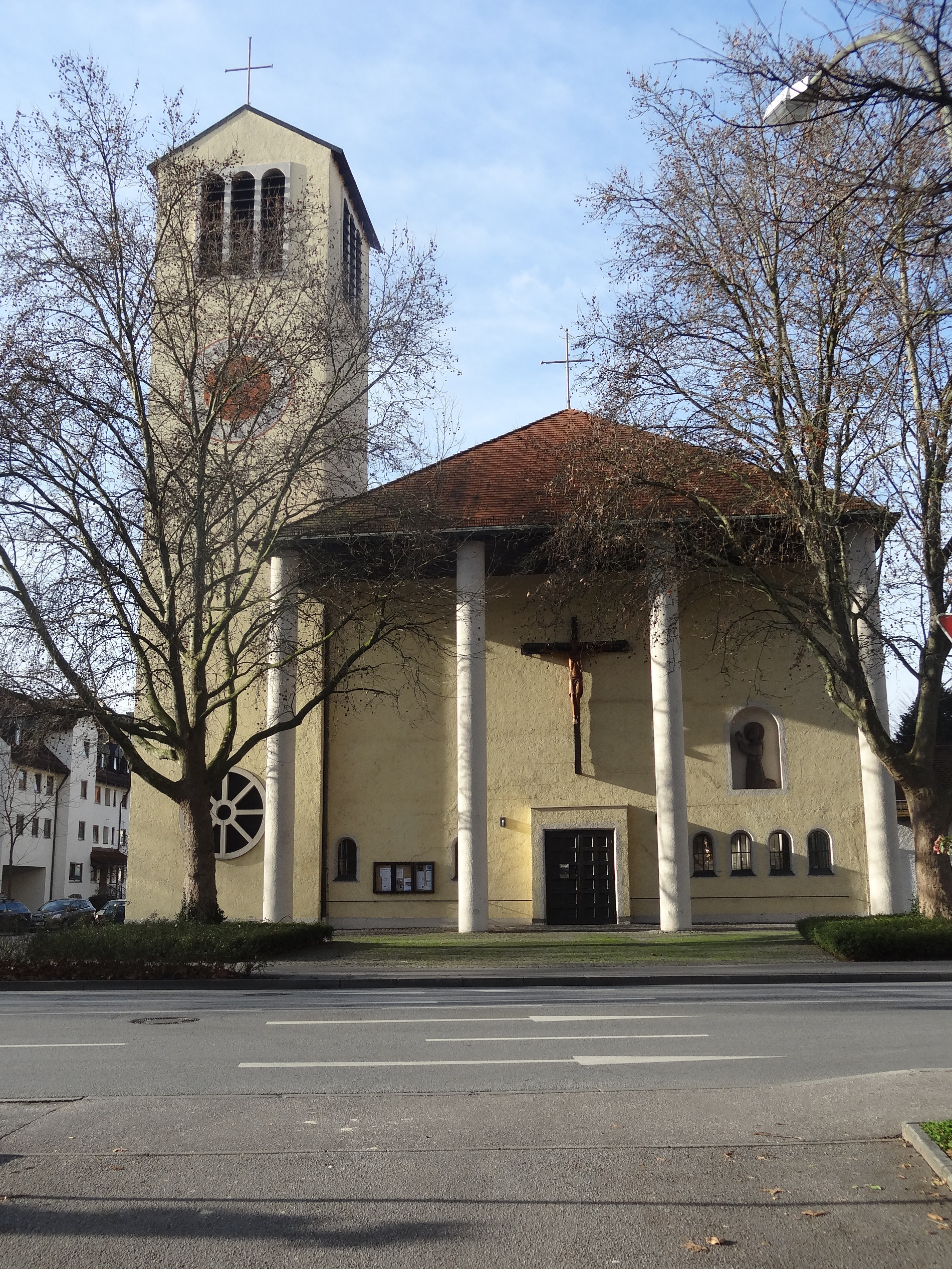
Pfarrkirche St. Konrad

Die Pfarrkirche St. Konrad ist ein modernes Kirchengebäude, das in den Jahren 1950 und 1951 nach den Plänen des Münchner Architekten Friedrich Ferdinand Haindl errichtet wurde. Bereits im Februar 1952 wurde St. Konrad zur Pfarrkirche erhoben. Das damals stark wachsende Gebiet des sogenannten Schlachthofviertels wurde hiermit von der Pfarrei St. Nikola abgespalten.
Bistum: Regensburg
Koordinaten: 48° 32′ 40,1″ N, 12° 9′ 10,1″ O

### St. Maria, Altstadt
Direkt neben der Martinskirche wurde Mitte des 15. Jahrhunderts die der heiligen Maria geweihte, sogenannte Frauenkapelle (auch Engelkapelle genannt) errichtet. Sie wurde im Jahr 1706 durch Stadtmaurermeister Wolfgang Ehehamb barock umgebaut und durch den Wessobrunner Johann Georg Bader stuckiert. Am Rokoko-Altar befindet sich eine gotische Marienfigur aus der Zeit um 1480, flankiert von Figuren des heiligen Joachim und der heiligen Anna von dem Landshuter Bildschnitzer Christian Jorhan d. Ä. Seit 2015 feiert hier die melkitische griechisch-katholische Kirche ihre Gottesdienste in arabischer Sprache.
Bistum: München und Freising
Koordinaten: 48° 32′ 2,4″ N, 12° 9′ 4″ O

### Wallfahrtskirche Maria Bründl, Berg

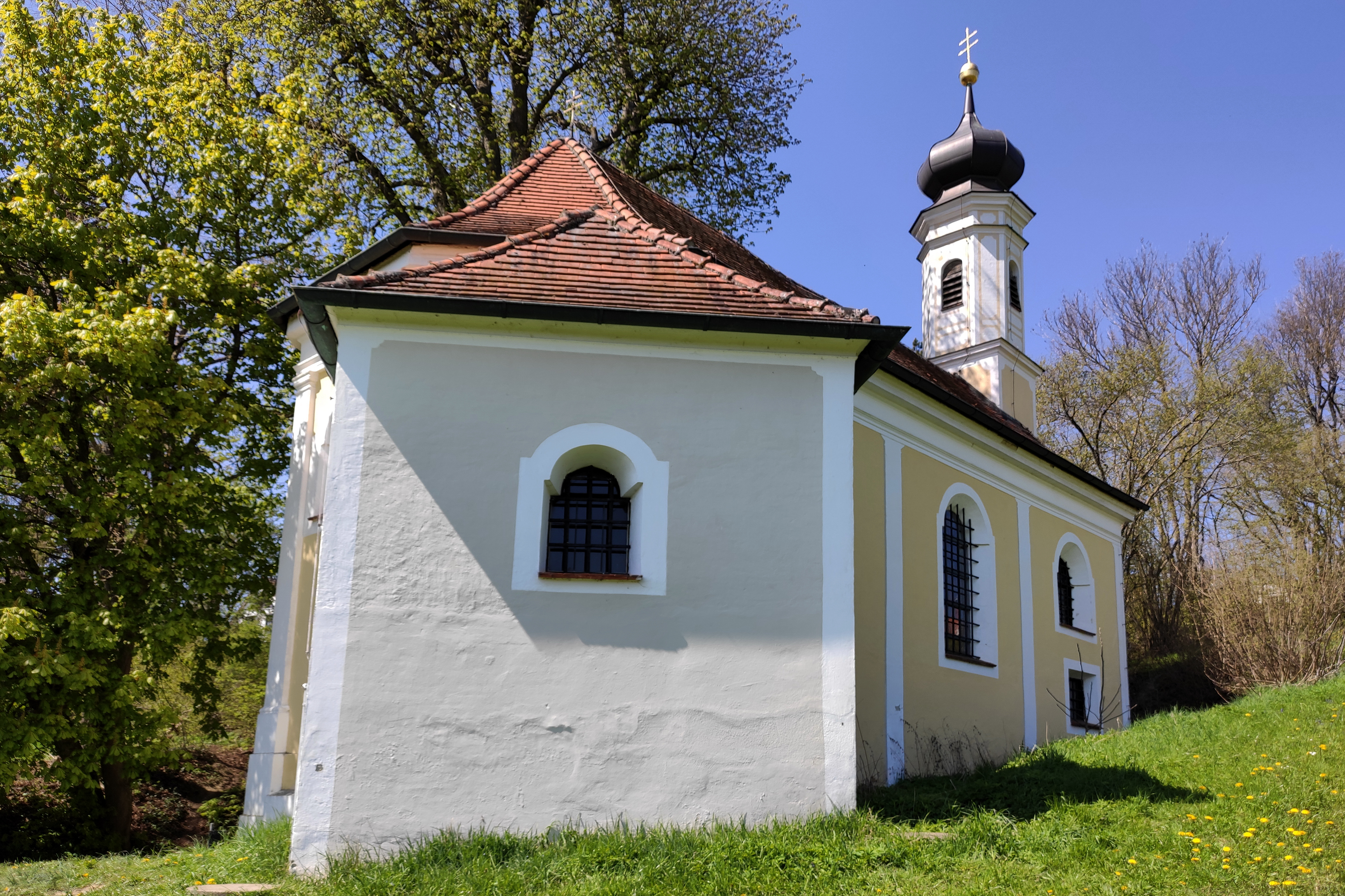
Wallfahrtskirchlein Maria Bründl im Stadtteil Berg ob Landshut

Die Wallfahrtskirche Maria Bründl im ehemals eigenständigen Stadtteil Berg ob Landshut wurde im Jahr 1719 im barocken Stil errichtet. Der Ursprung der Wallfahrt geht auf 1661 wiederentdeckte Quelle zurück, welche zuvor jahrelang versiegt war. Der Landshuter Riemer Thomas Amplatz fasste die Quelle ein und errichtete zunächst eine hölzerne Kapelle. Er betreute die Wallfahrer bis zu seinem Tod im Jahr 1674. Sogar der bayerische Kurfürst Ferdinand Maria reihte sich 1663 in die Schar der Pilger ein. Das Kirchlein liegt am südlichen Stadtrand von Landshut und ist nur fußläufig zu erreichen. Der von mächtigen Kastanien schattige Rastplatz neben der Kirche bietet einen herrlichen Blick über die Felder und Wiesen des sogenannten Salzdorfer Tals.
Bistum: München und Freising
Koordinaten: 48° 31′ 21,2″ N, 12° 9′ 53,4″ O

### Wallfahrtskirche Mariä Heimsuchung, Frauenberg
Die Wallfahrtskirche Mariä Heimsuchung, eine Filialkirche der Pfarrei St. Vinzenz von Paul in Auloh, befindet sich in dem erst 1974 eingemeindeten Stadtteil Frauenberg – dem östlichsten Stadtteil Landshuts, der seine dörfliche Struktur bis heute erhalten hat. Die weithin sichtbare Kirche ist eine spätgotische Hallenkirche, die Mitte des 15. Jahrhunderts erbaut und später barockisiert wurde. Der Turmunterbau stammt wahrscheinlich noch von einer romanischen Vorgängerkirche. Vom Kirchhof bietet sich ein wunderbarer Ausblick auf das Isartal.
Bistum: Regensburg
Koordinaten: 48° 33′ 56,7″ N, 12° 14′ 28″ O

### Abteikirche Mariä Himmelfahrt, Nikola

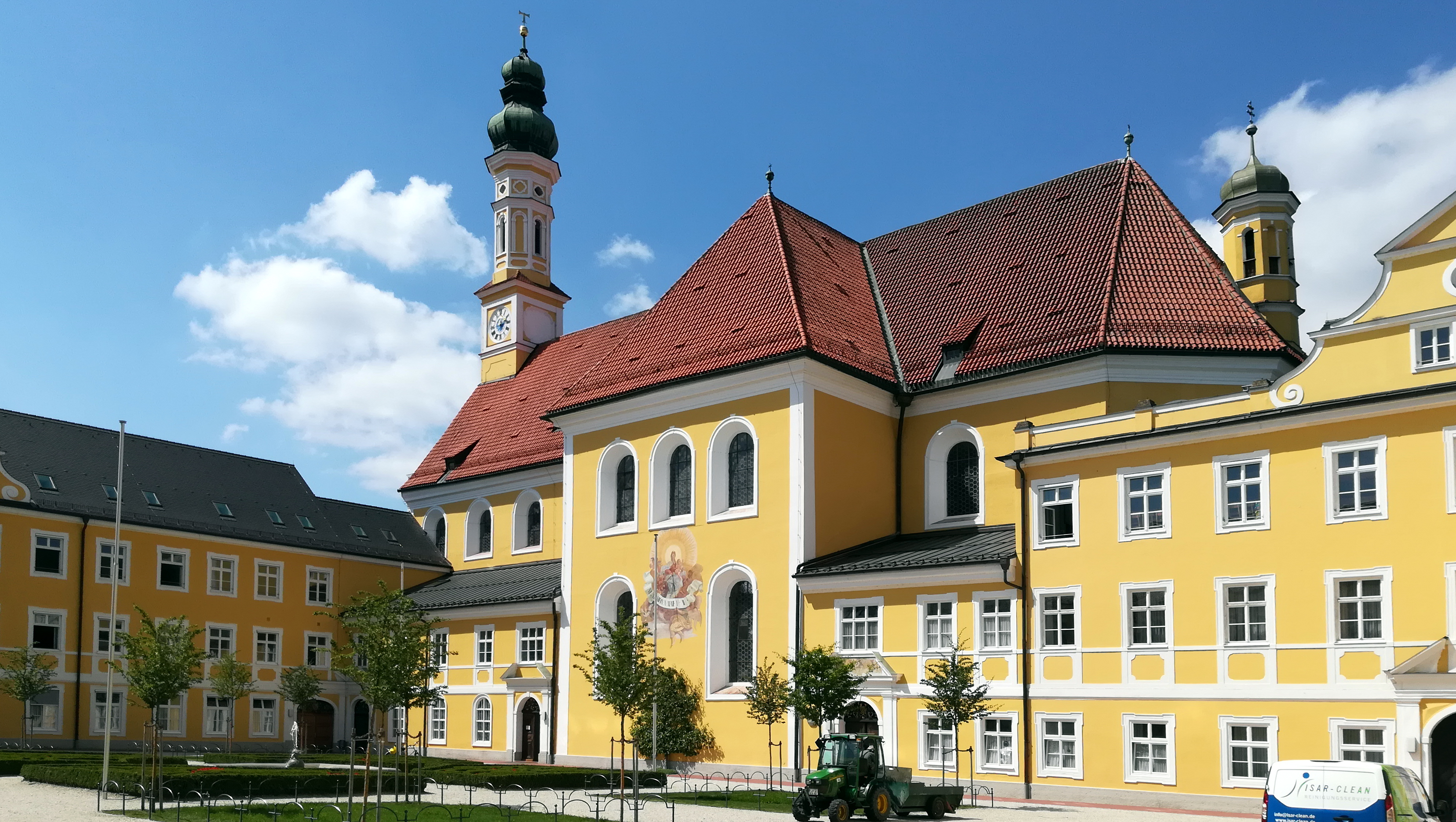
Abteikirche Mariä Himmelfahrt

Die Kirche Mariä Himmelfahrt ist die Abteikirche der Zisterzienserabtei Seligenthal am Bismarckplatz. Die im Kern romanische Kirche, ein Zentralbau mit kreuzförmigem Grundriss, wurde 1259 geweiht. Eine tiefgreifende Veränderung erfuhr das Gotteshaus in den Jahren 1732 bis 1734, als der Landshuter Hofmaurermeister Johann Georg Hirschstötter, sein Münchner Kollege Johann Baptist Gunetzrhainer sowie der Wessobrunner Maler und Stuckateur Johann Baptist Zimmermann einen Umbau im Stile des frühen Rokoko durchführten. Die damaligen Veränderungen prägen die Klosterkirche bis heute.
Bistum: Regensburg
Koordinaten: 48° 32′ 33,4″ N, 12° 8′ 52,3″ O

### Alt-St. Margaret, Achdorf

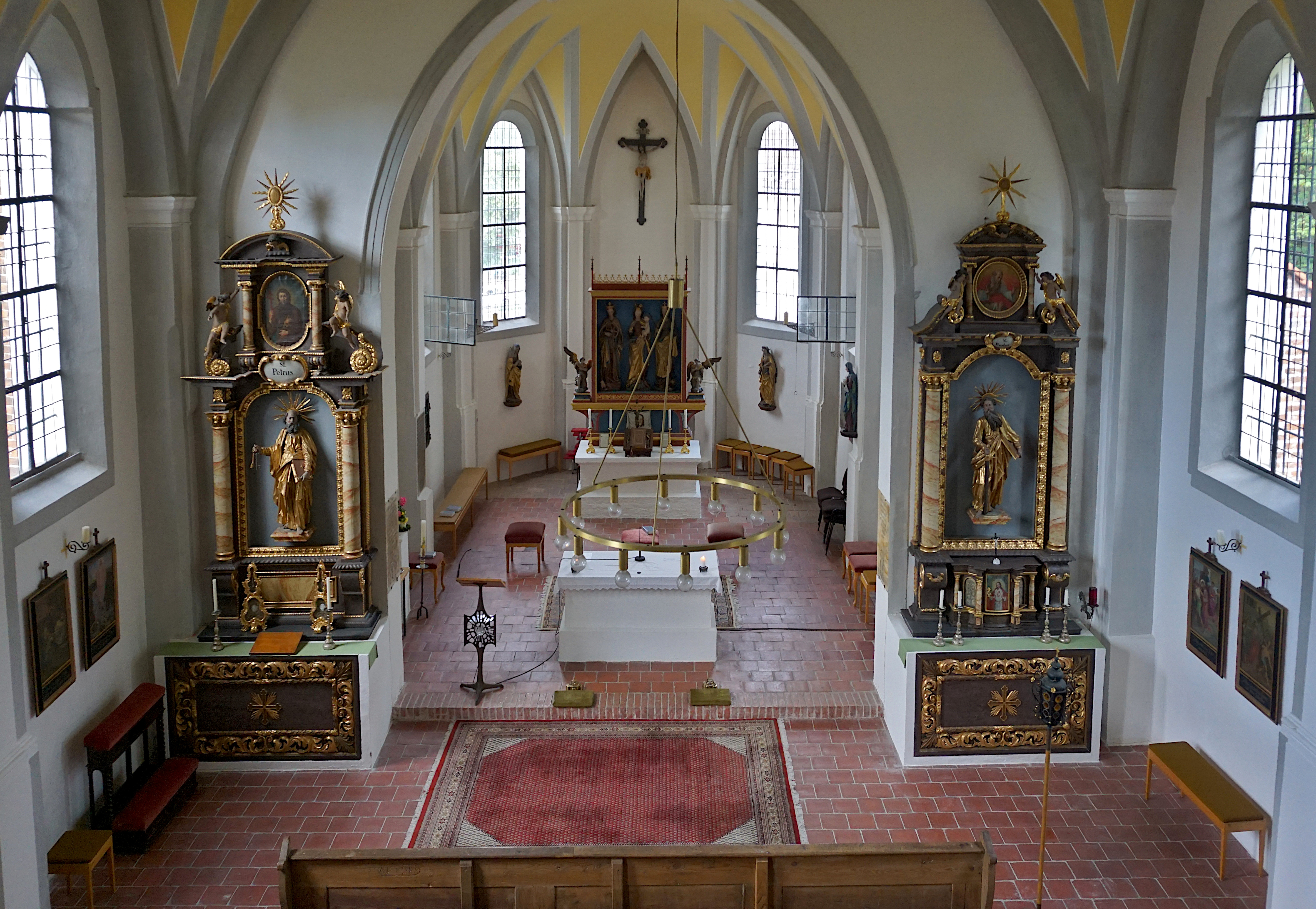
Innenraum der alten St.-Margaret-Kirche

Alt-St. Margaret ist die alte Pfarrkirche des 1928 eingemeindeten Stadtteils Achdorf. Die spätgotische Kirche wurde um 1440 im Stil der berühmten Landshuter Bauhütte errichtet und in der Barockzeit teilweise umgestaltet. Die Hochaltarfiguren der Heiligen Maria, Barbara und Katharina sowie eine Alabasterfigur der heiligen Margareta stammen jedoch noch aus der Erbauungszeit der Kirche. Da sich rund um die Kirche einst der Dorffriedhof von Achdorf befand, findet man dort heute noch alte schmiedeeiserne Grabkreuze. Auch die spätgotische Friedhofskapelle und die alte Friedhofsmauer sind noch erhalten.
Bistum: München und Freising
Koordinaten: 48° 31′ 25,2″ N, 12° 8′ 31,4″ O

### Neu-St. Margaret, Achdorf

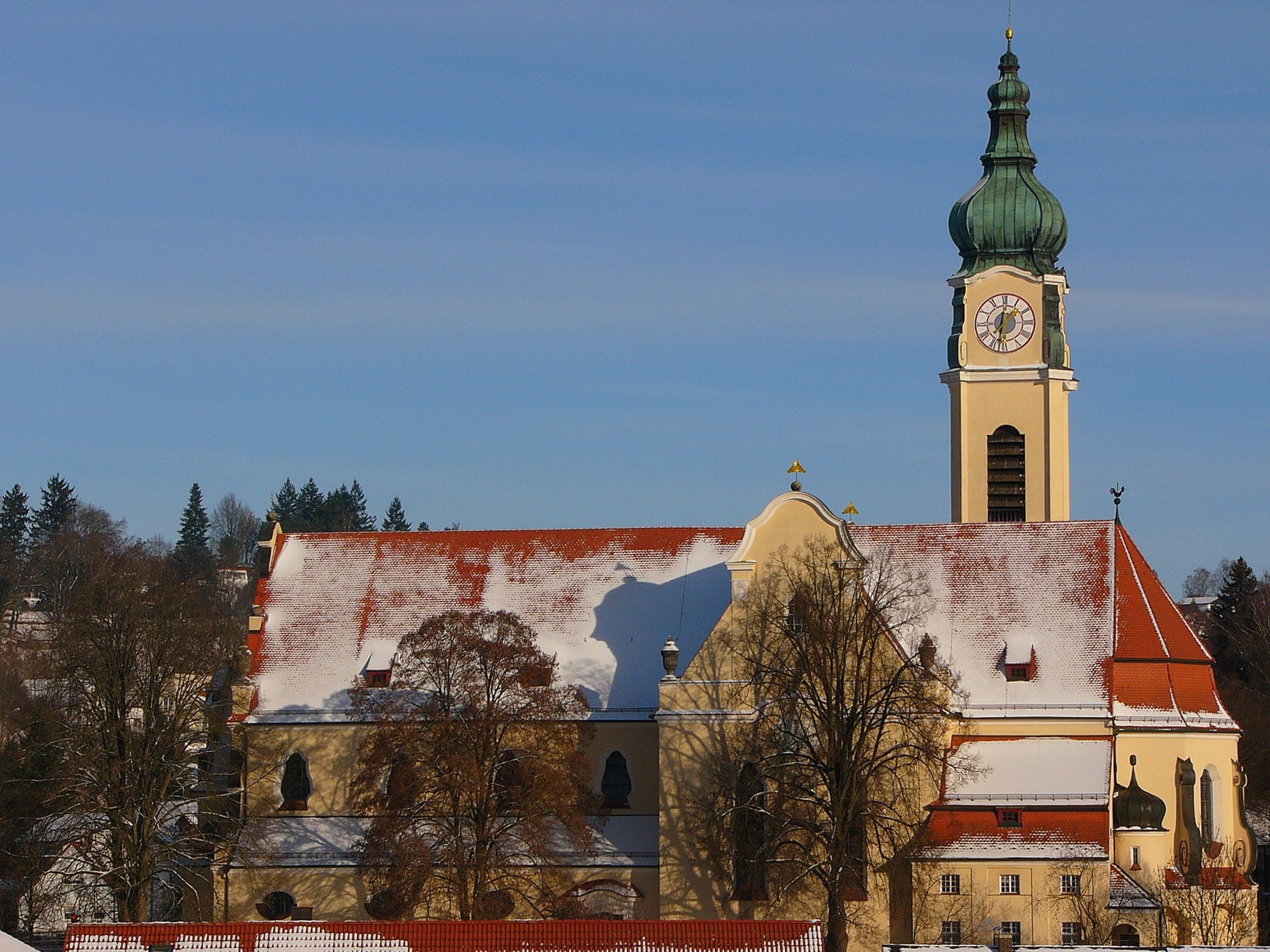
Pfarrkirche Neu-St. Margaret im Stadtteil Achdorf

Durch das starke Wachstum des Stadtteils Achdorf war Anfang des 20. Jahrhunderts ein Kirchenneubau dringend notwendig. Dieser wurde in den Jahren 1909 bis 1911 etwa 150 Meter östlich der alten Pfarrkirche ausgeführt. Die Innenausbau, der aus finanziellen Gründen nie vollendet wurde, zog bis 1922 hin. Im selben Jahr wurde die Kirche durch Kardinal Faulhaber geweiht. Architekt der neobarocken Pfarrkirche Neu-St. Margaret war Heinrich Hauberrisser.
Bistum: München und Freising
Koordinaten: 48° 31′ 25,3″ N, 12° 8′ 39,8″ O

### St. Martin, Altstadt

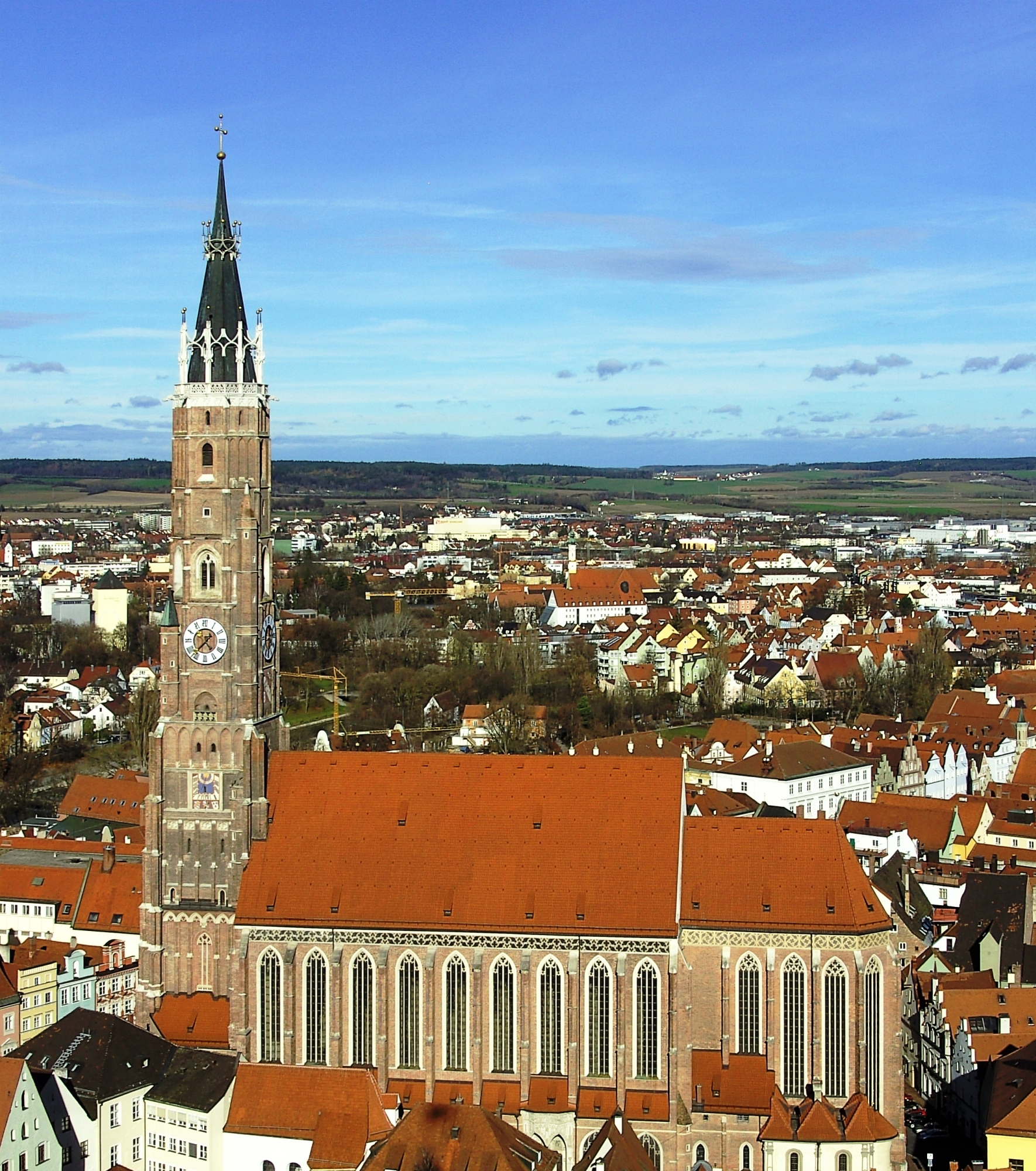
Stiftsbasilika St. Martin, das bedeutendste Kirchengebäude der Stadt Landshut

Die sogenannte Martinskirche ist die Hauptkirche Landshuts und mit ihrem 130,1 Meter hohen Turm, dem höchsten Backsteinturm der Welt, das Wahrzeichen der Stadt. Die von etwa 1385 bis 1500 auf den Resten eines romanischen Vorgängerbaus errichtete Hallenkirche gehört zu den bedeutendsten gotischen Kirchen Süddeutschlands. Aus der Entstehungszeit der Kirche stammen die Bauskulptur an den Portalen, der Hochaltar und die Kanzel. Im Jahr 1598 wurde das Kollegiatstift St. Kastulus von Moosburg nach St. Martin verlegt. Nach einer Unterbrechung ab 1803 wurde das Kollegiatstift im Jahr 1937 auf die Bitte von Kardinal Faulhaber durch Papst Pius XI. wieder eingerichtet. Im Jahr 2001 erfolgte die Erhebung zur Basilica minor.
Bistum: München und Freising
Koordinaten: 48° 32′ 3,3″ N, 12° 9′ 4,3″ O

### St. Michael, Schweinbach
Die Kirche St. Michael im östlichen Stadtteil Schweinbach ist eigentlich eine Filialkirche der Pfarrei St. Vinzenz von Paul in Auloh (Bistum Regensburg), wird aber seit Jahren von der Pfarrei St. Peter und Paul in der Landshuter Kernstadt (Erzbistum München und Freising) betreut. Das Barockkirchlein im Wiesengrund des wildromantischen Schweinbachtals, das Platz für etwa 60 Gläubige bietet, dürfte um 1775 entstanden sein.
Bistum: Regensburg; seelsorgliche Zuordnung vertraglich an die Pfarrei St. Peter und Paul (München und Freising) übertragen
Koordinaten: 48° 32′ 36,6″ N, 12° 12′ 22,7″ O

### Alt-St. Nikola, Nikola

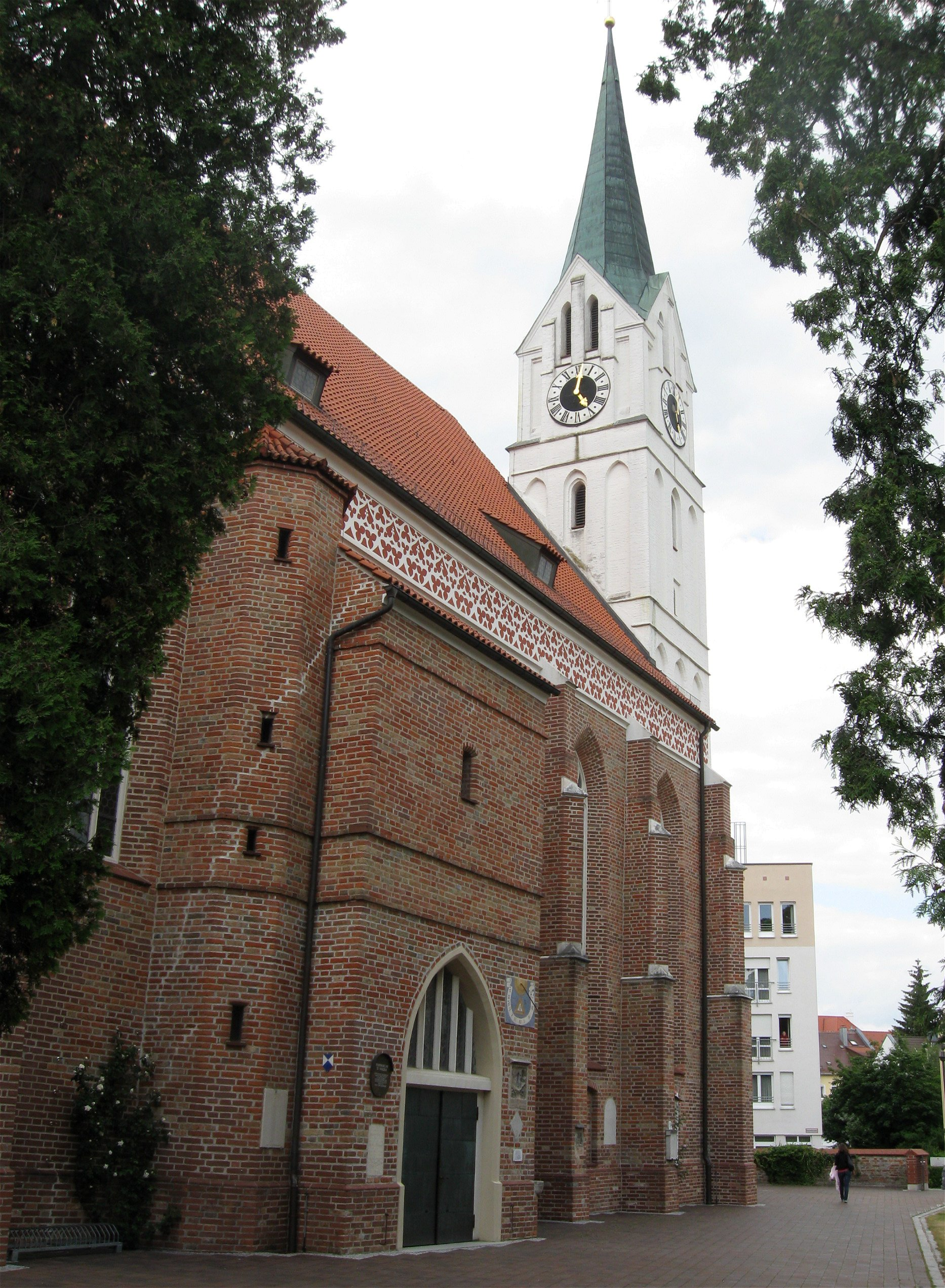
Kirche Alt-St. Nikola im sogenannten Nikolaviertel

Die Kirche Alt-St. Nikola war bis 1967 Pfarrkirche des gleichnamigen Stadtteils im Norden Landshuts. Der romanische Vorgängerbau der historisch bedeutsamen Kirche wurde erstmals 1157 als Filialkirche von Ergolding erwähnt. Ende des 14. Jahrhunderts wurde mit dem Bau einer gotischen Kirche begonnen, der bei einem Umbau etwa zwischen 1475 und 1481 im Wesentlichen seine heutige Form erhielt. Bei Alt-St. Nikola handelt es sich um eine dreischiffige Hallenkirche nach dem Vorbild der Heilig-Geist-Kirche in der Landshuter Altstadt.
Bistum: Regensburg
Koordinaten: 48° 32′ 40,1″ N, 12° 8′ 25,6″ O

### Neu-St. Nikola, Nikola
Die moderne Pfarrkirche Neu-St. Nikola, die über einen Verbindungsbau direkt an die alte Kirche anschließt, wurde in den Jahren 1966 und 1967 nach den Plänen des Münchner Architekten Hans Döllgast errichtet und durch den Altöttinger Bildhauer Curt Porzky zurückhaltend ausgestattet. Der Zentralbau besitzt einen kreuzförmigen Grundriss.
Bistum: Regensburg
Koordinaten: 48° 32′ 39,3″ N, 12° 8′ 23,6″ O

### St. Ottilia, Salzdorf

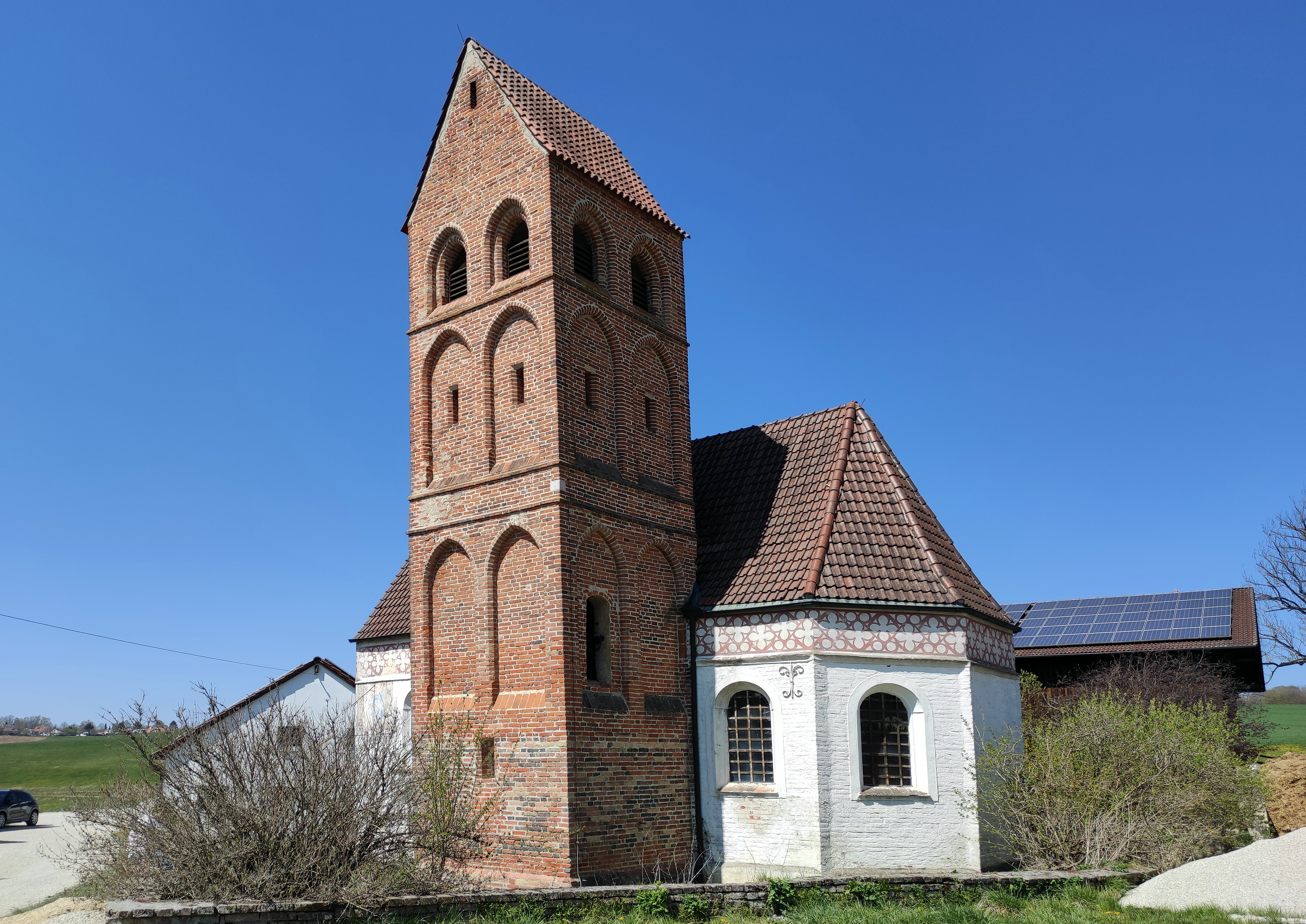
Filialkirche St. Ottilia in Salzdorf

Die Kirche St. Ottilia in Salzdorf, einem kleinen Dorf südlich des geschlossenen Stadtgebiets, ist eine Filialkirche von Heilig Blut. Der im Kern romanische Bau wurde um 1480 gotisch umgebaut. Kennzeichnend für die sogenannte Landshuter Bauhütte ist der Dachfries am Chor. Ein weiteres Charakteristikum ist der um etwa 60 Zentimeter nach Süden geneigte unverputzte Turm mit Satteldach. Besonders im 17. bis 19. Jahrhundert gab es eine rege Wallfahrt nach Salzdorf zu Ehren der heiligen Ottilia, der Patronin gegen Augenleiden. Bis heute existiert die Salzdorfer Kirchweih, die jeweils am Sonntag nach Michaeli (29. September) zahlreiche Besucher anzieht.
Bistum: München und Freising
Koordinaten: 48° 31′ 10,7″ N, 12° 10′ 31,7″ O

### St. Peter, Münchnerau

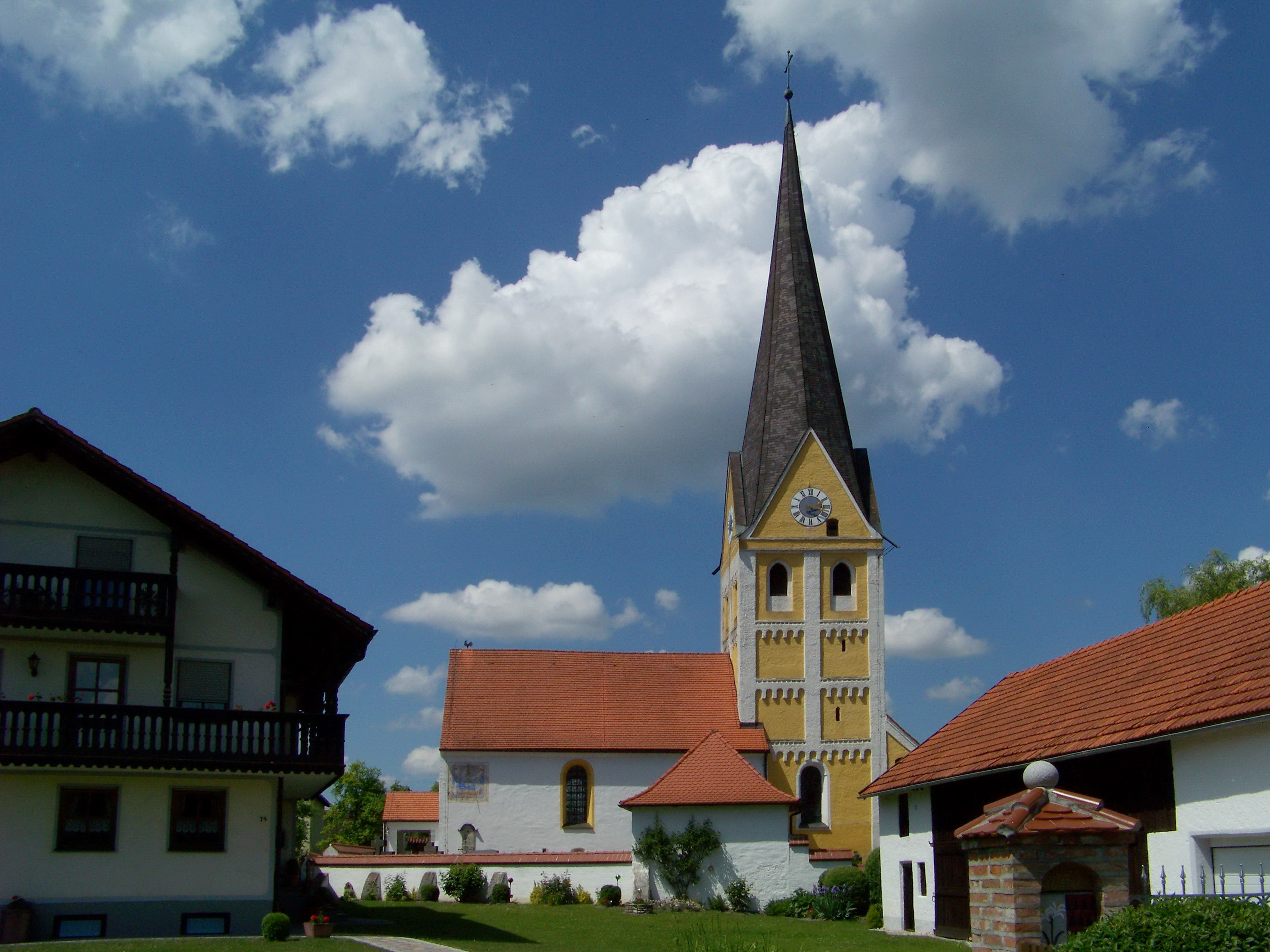
Filialkirche St. Peter in der Münchnerau

Die Kirche St. Peter in der Münchnerau, dem 1972 eingemeindeten westlichsten Stadtteil Landshuts, ist eine Filialkirche der Pfarrei St. Georg in Eugenbach bei Altdorf. Es handelt sich um eine im Kern romanische Chorturmkirche aus dem 12. oder 13. Jahrhundert. Das Langhaus und die oberen Turmgeschosse mit dem Spitzhelm stammen aus gotischer Zeit, die reiche Innenausstattung wurde in der Barockzeit angeschafft.
Bistum: Regensburg
Koordinaten: 48° 31′ 40,4″ N, 12° 4′ 50,6″ O

### St. Peter und Paul, Peter und Paul
Die Pfarrkirche St. Peter und Paul im gleichnamigen Stadtteil östlich der Landshuter Altstadt wurde 1953 nach dem Vorbild des ehemaligen Franziskanerklosters erbaut. Dieses bestand in Landshut von 1280 bis zur Auflösung im Zuge der Säkularisation 1802. Nicht nur die basilikale Pfarrkirche, sondern auch das Gemeindezentrum, welches eine Art Kreuzgang um einen quadratischen Innenhof bildet, stellt eine Rekonstruktion der nur noch teilweise erhaltenen historischen Klosteranlage dar.
Bistum: München und Freising
Koordinaten: 48° 32′ 38″ N, 12° 10′ 22″ O

### St. Pius, West

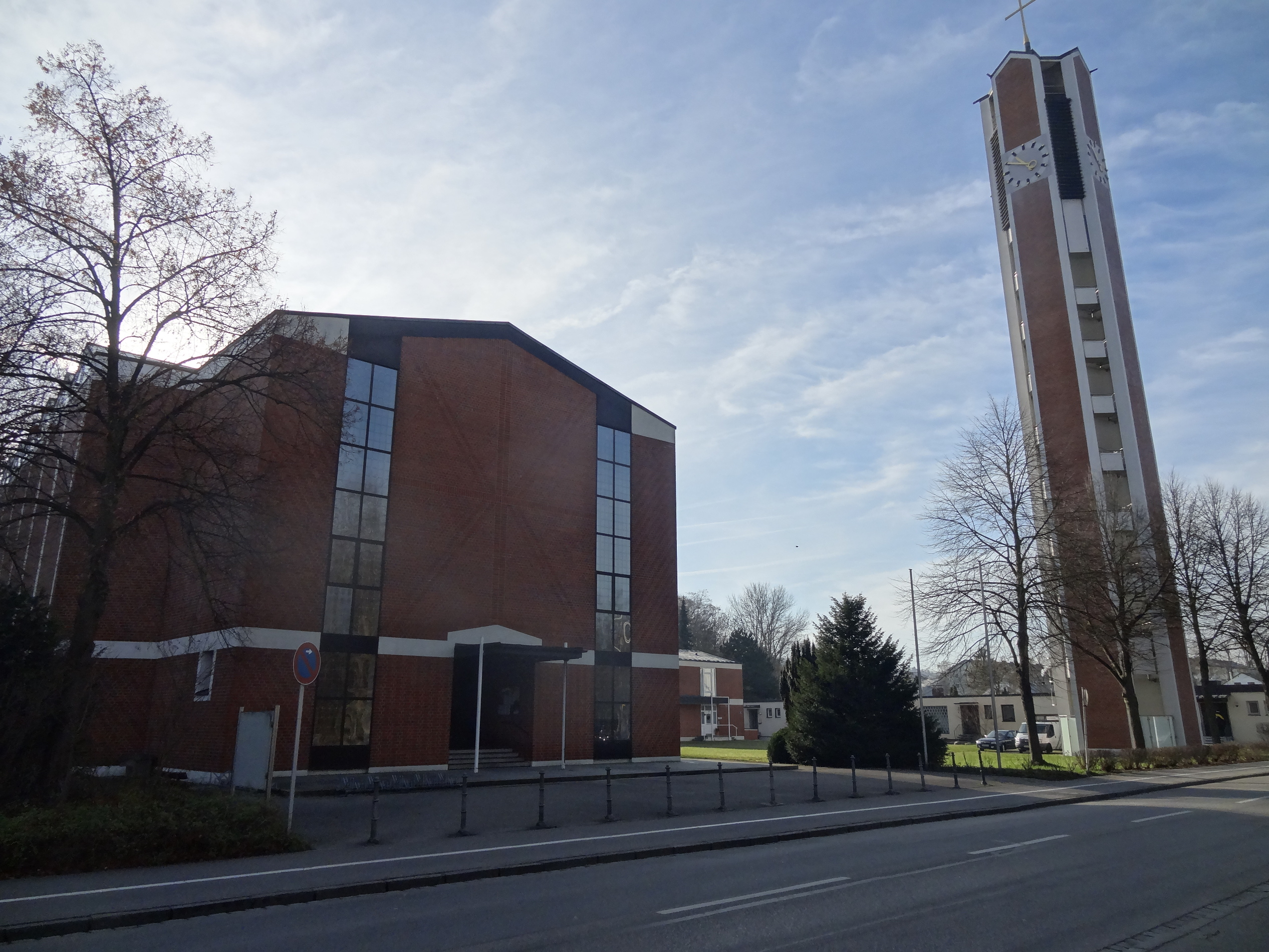
Pfarrkirche St. Pius

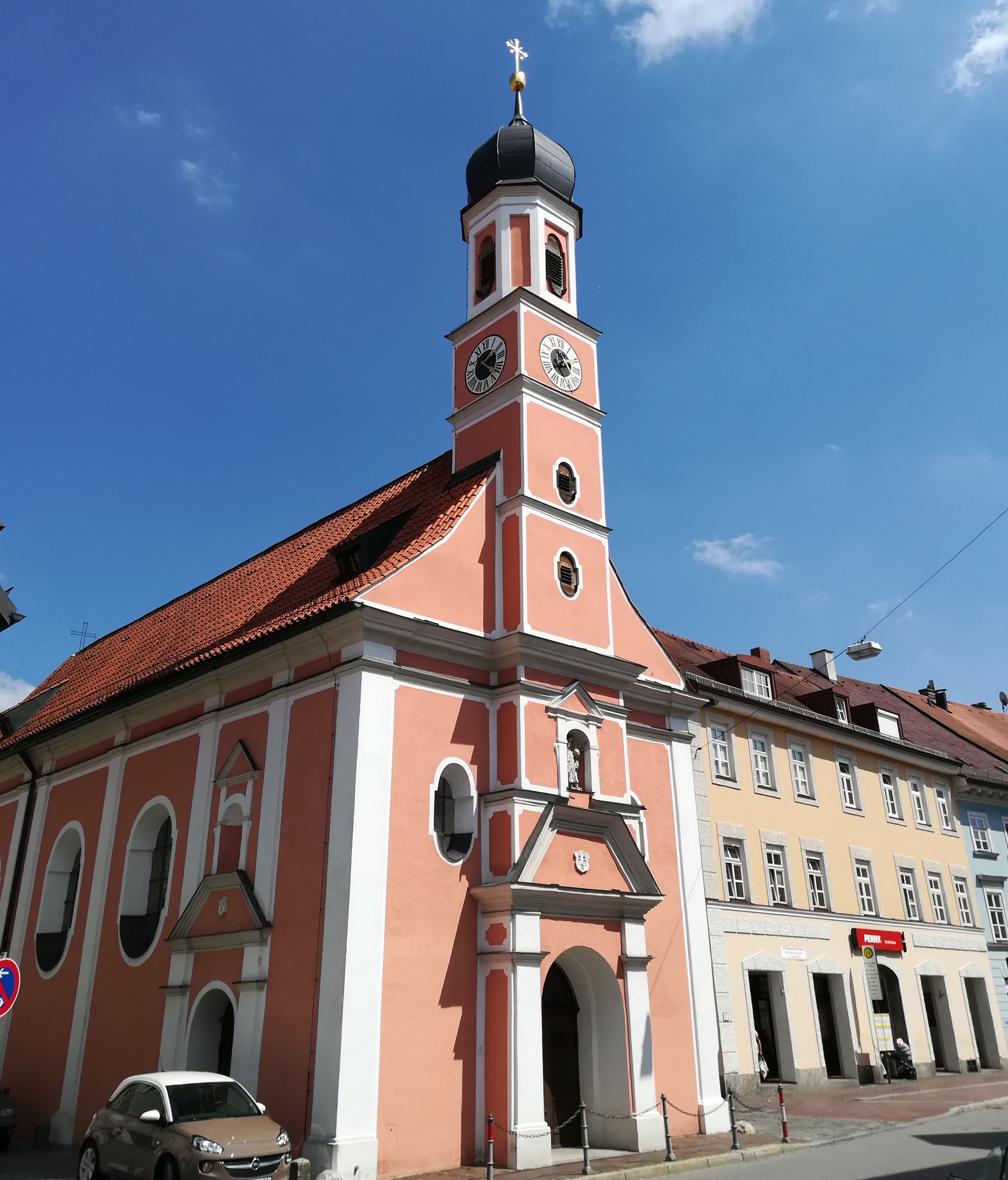
Nebenkirche St. Sebastian in der Zweibrückenstraße, links im Hintergrund die Abteikirche des Zisterzienserklosters Seligenthal

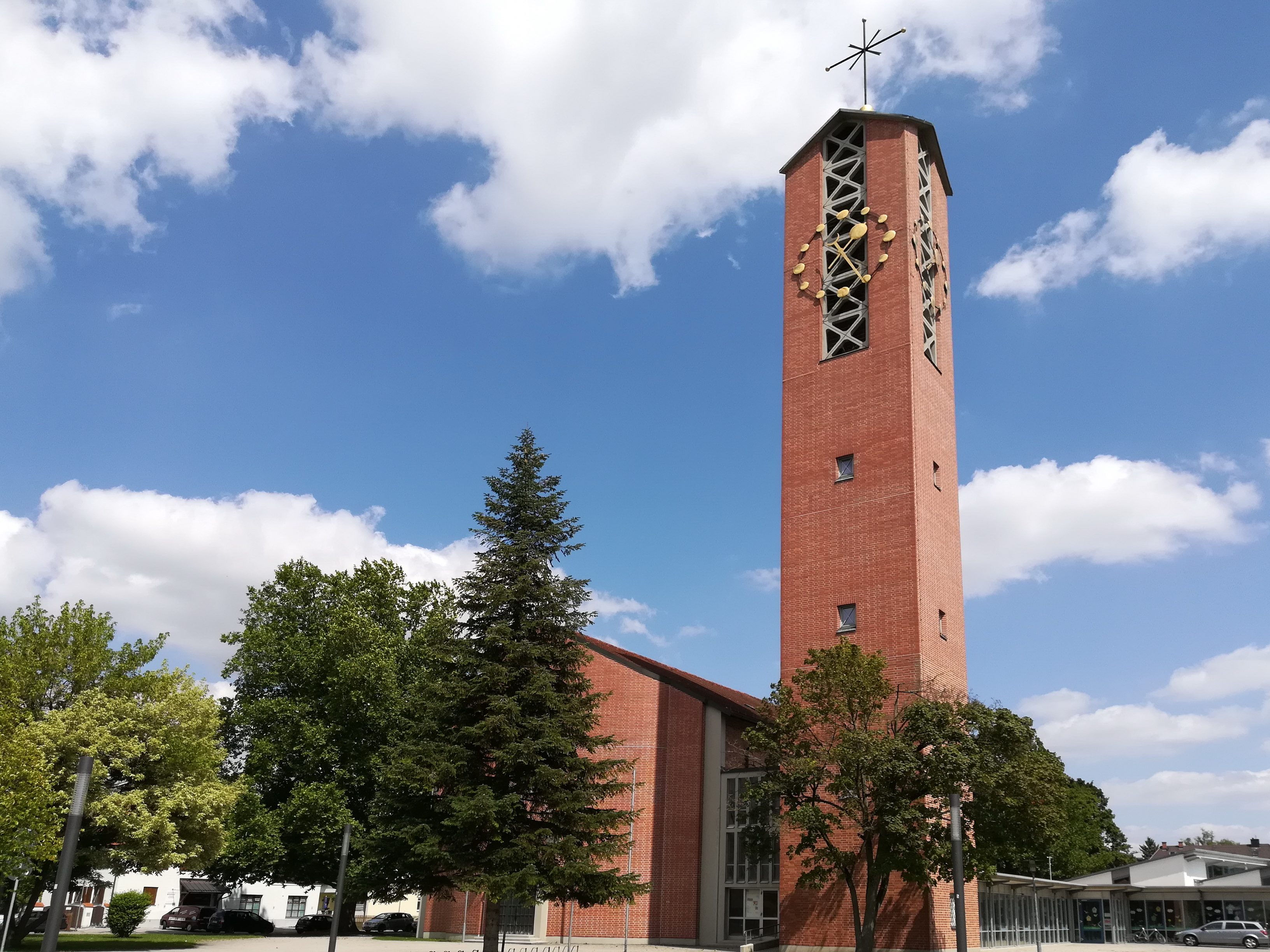
Pfarrkirche St. Wolfgang

Die Pfarrkirche St. Pius im Landshuter Westen ist ein moderner Kirchenbau, der in den Jahren 1961 bis 1963 durch den Landshuter Architekten Hans Hofbauer errichtet wurde. Kennzeichnend ist der vom Kirchenschiff abgesetzte, achteckige Campanile. In Anlehnung an die Landshuter Backsteingotik ist die Kirche als Sichtziegelbau errichtet. Zum 1. Januar 1963 wurde das Pfarrgebiet von der Mutterpfarrei St. Nikola abgetrennt.
Bistum: Regensburg
Koordinaten: 48° 32′ 2″ N, 12° 8′ 17″ O

### St. Sebastian, Altstadt
Die Kirche St. Sebastian, eine Nebenkirche der Pfarrei St. Jodok, ist der einzige historische Kirchenbau auf der Insel zwischen den beiden Isararmen. Ferner handelt es sich um die einzige Kirche Landshuts, die dem Stadtpatron Sebastian (Gedenktag: 20. Januar) geweiht ist. Die ursprüngliche gotische Kirche wurde in den Jahren 1489 und 1490 errichtet. Das Gotteshaus erfuhr jedoch 1661 und 1662 eine durchgreifende barocke Umgestaltung und wurde bei dieser Gelegenheit auch erweitert. Die Ausstattung ist im Wesentlichen barock. Die Seitenfiguren des Hochaltares, welche die Apostel Petrus und Paulus stammen von dem berühmten Landshuter Rokoko-Bildhauer Christian Jorhan d. Ä.
Bistum: München und Freising
Koordinaten: 48° 32′ 26,2″ N, 12° 9′ 2,2″ O

### St. Thekla, Altstadt
Die sogenannte Theklakapelle, eine Nebenkirche der Pfarrei St. Martin am Aufgang von der Altstadt zur Burg Trausnitz, wurde 1426 gestiftet und erhielt zunächst den Namen Maria Ach. Zwischen 1754 und 1759 wurde sie unter Leitung des Landshut Bildhauers Christian Jorhan d. Ä. im Rokokostil umgebaut und mit prachtvollen Fresken und Altären ausgestattet.
Bistum: München und Freising
Koordinaten: 48° 31′ 52,1″ N, 12° 9′ 0,5″ O

### St. Vinzenz von Paul, Auloh
Die moderne Kirche St. Vinzenz von Paul ist die Pfarrkirche von Auloh, einem Stadtteil im Osten Landshuts, der im Wesentlichen durch den starken Zuzug von Heimatvertriebenen nach dem Zweiten Weltkrieg Bedeutung und Größe erlangte. Dadurch wurde natürlich auch ein Kirchenneubau nötig, welcher in den Jahren 1961 und 1962 ausgeführt wurde. Zunächst war Auloh eine Filialgemeinde von Adlkofen. 1966 erfolgte dann die Erhebung zur Expositur, die aber von Anfang an mit einem Pfarrkuraten besetzt war. Erst im Jahr 2001 entstand die heutige Pfarrei, der die Kirche Mariä Heimsuchung in Frauenberg als Filialkirche zugeordnet wurde.
Bistum: Regensburg
Koordinaten: 48° 33′ 57″ N, 12° 12′ 17,5″ O

### St. Wolfgang, Wolfgang
Die Pfarrkirche St. Wolfgang, namensgebend für den Stadtbezirk Wolfgang und sogenannte Wolfgangsiedlung, ist ein modernes Kirchengebäude, das in den Jahren 1956 und 1957 durch den Münchner Architekten Friedrich Ferdinand Haindl errichtet wurde. Auch dieser Neubau wurde durch den starken Zuzug von Vertriebenen aus den deutschen Ostgebieten notwendig. Es existierte aber bereits seit 1929 ein provisorischer Kirchenbau in der Arbeitersiedlung nördlich des Landshuter Hauptbahnhofs, der bereits 1942 zur Pfarrkirche erhoben. Diese alte Kirche wurde noch bis 2012 als Pfarrsaal genutzt und dann zugunsten einer Wohnbebauung am sogenannten St.-Wolfgangs-Platz abgerissen.
Bistum: Regensburg
Koordinaten: 48° 33′ 2,2″ N, 12° 8′ 5,6″ O

## Evangelische Kirchen

### Auferstehungskirche, Wolfgang
Die Auferstehungskirche wurde 1965 in der sogenannten Wolfgangsiedlung im Norden der Stadt errichtet. Der Neubau war nötig geworden, da sich nach dem Zweiten Weltkrieg auch zahlreiche evangelische Heimatvertriebene in Landshut niederließen.
Koordinaten: 48° 33′ 0,9″ N, 12° 7′ 51,2″ O

### Christuskirche, West

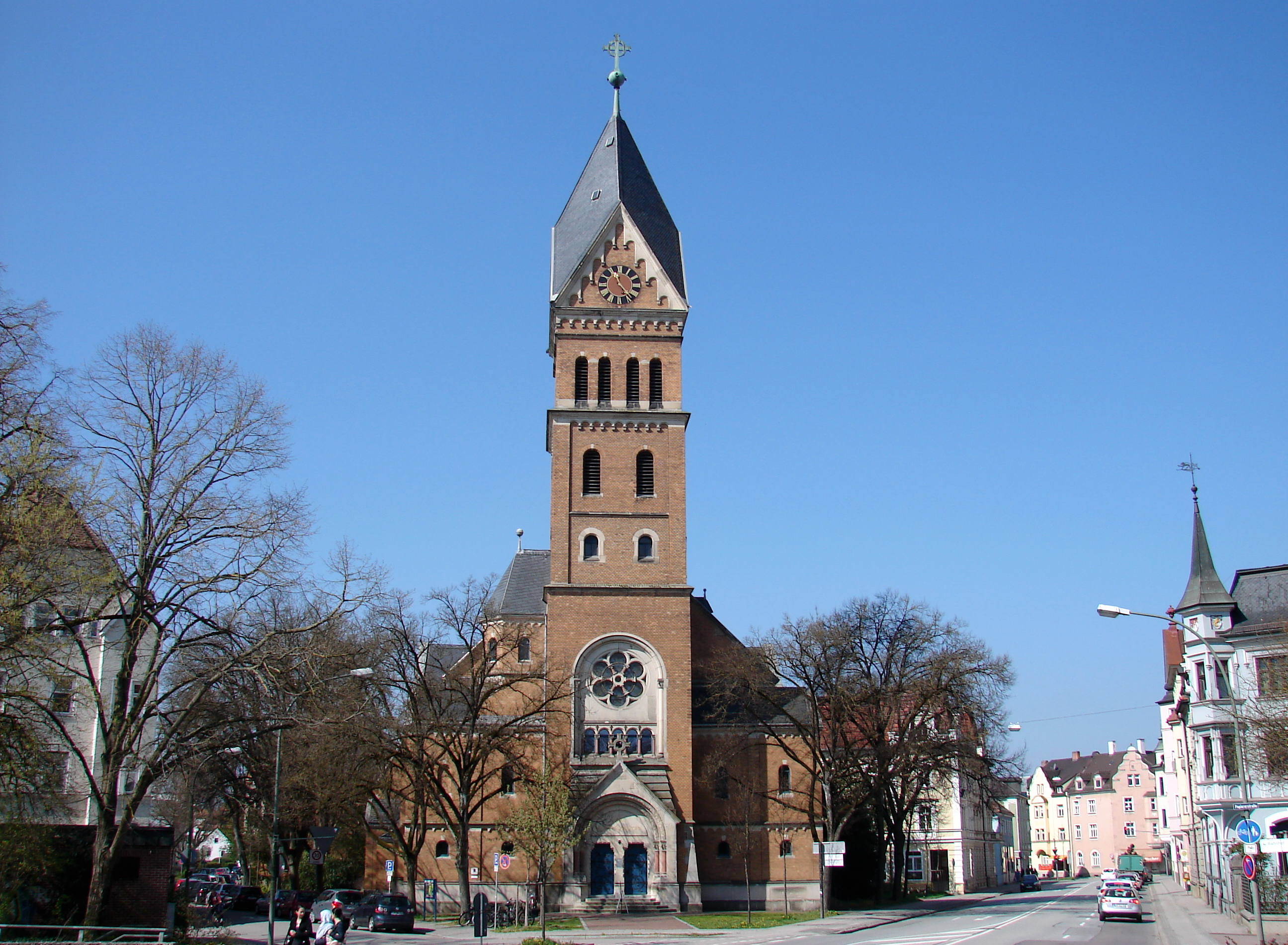
Christuskirche

Die Christuskirche ist die älteste noch bestehende evangelische Kirche in Landshut und Hauptkirche des Dekanats Landshut. Sie befindet direkt am Isarufer auf Höhe der Luitpoldbrücke im Stadtteil West. Die neuromanische Kirche von 1895 bis 1897 nach den Plänen des Münchner Architekten Karl Lemmes erbaut und 1970 durch dessen Kollegen Reinhard Riemerschmid umgestaltet, wobei sie auf den heutigen Stand gebracht wurde. Die Christuskirche ist wie die bedeutenden Kirchenbauten der Landshuter Backsteingotik als Blankziegelbau ausgeführt und stellt einen Zentralbau mit kreuzförmigem Grundriss dar.
Koordinaten: 48° 32′ 9,2″ N, 12° 8′ 45,4″ O

### Erlöserkirche, Peter und Paul
Die Erlöserkirche im Osten der Stadt Landshut wurde 1963 nach den Plänen von Hans Döllgast erbaut. Bereits 1952 war in unmittelbarer Nähe der heutigen Kirche in einer Baracke eine „Notkirche“ eingerichtet worden.
Koordinaten: 48° 32′ 49″ N, 12° 10′ 34,3″ O

### Gnadenkirche, Auloh
Die Gnadenkirche im östlichen Stadtteil Auloh wurde in den Jahren 1959 und 1960 für die zahlreichen evangelischen Heimatvertriebenen, die sich in dem Stadtteil niedergelassen hatten, errichtet. An der Ausstattung der Kirche war der Landshuter Bildhauer Karl Reidel maßgeblich beteiligt. Die Gemeinde Auloh ist heute ein Vikariat der Erlöserkirche Landshut.
Koordinaten: 48° 34′ 9,2″ N, 12° 12′ 27,1″ O

## Orthodoxe Kirchen

### Mariä Verkündigung, Altstadt

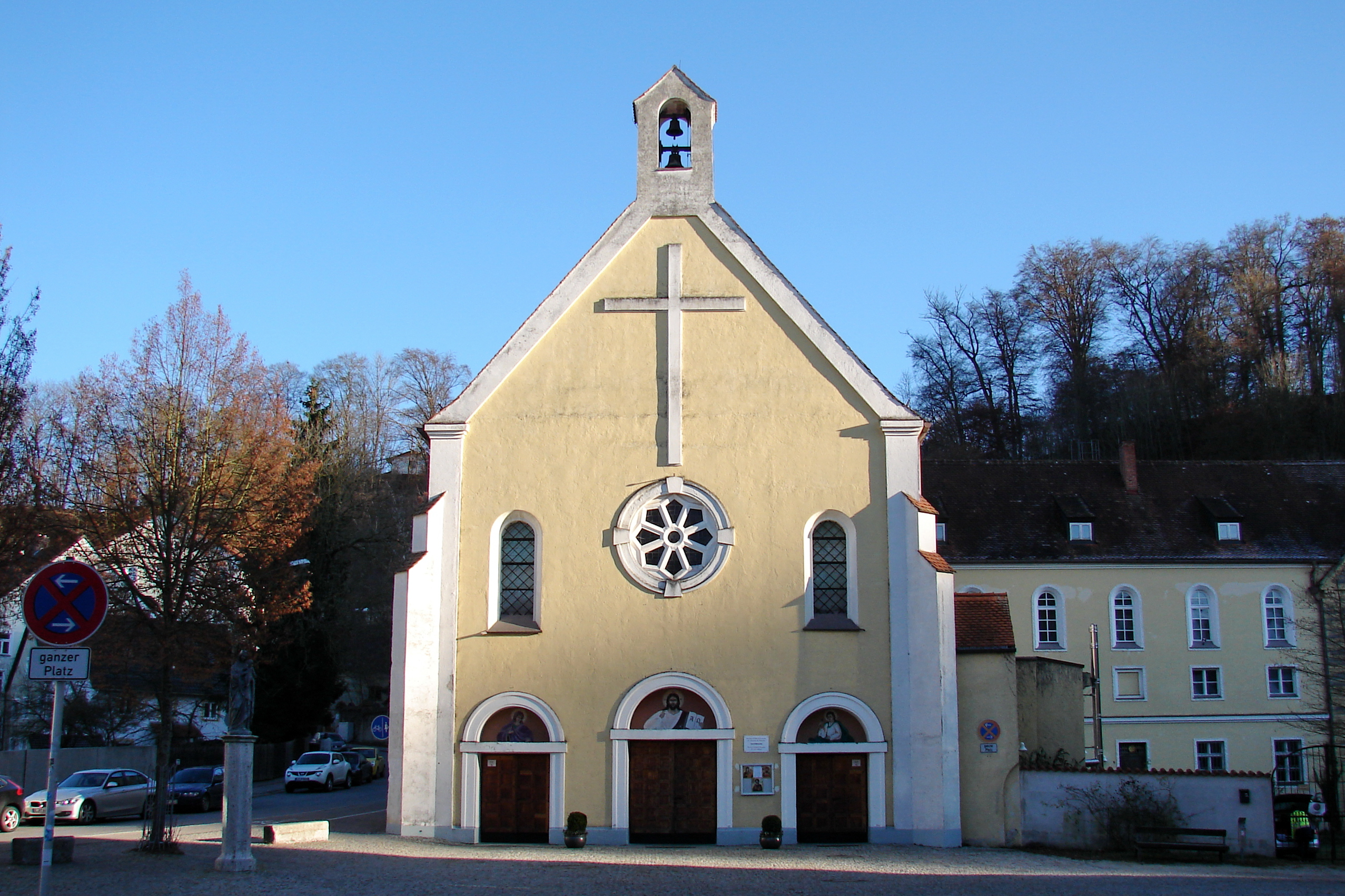
Ehem. Klosterkirche Mariä Verkündigung des Franziskanerkonvents Maria Loreto, heute von der rumänisch-orthodoxen Gemeinde genutzt

Die rumänisch-orthodoxe Gemeinde Landshuts feiert ihre Gottesdienste seit 2002 in der ehemaligen Klosterkirche Mariä Verkündigung am Marienplatz östlich der Freyung. Das Kloster Maria Loreto wurde im Jahr 1627 von den Kapuzinerinnen errichtet und bereits 1802 im Zuge der Säkularisation wieder aufgelöst. Von 1835 bis 2002 bewohnte ein Franziskanerkonvent das Kloster. Unter deren Regie wurde in den Jahren 1840 und 1841 die neuromanische Klosterkirche erbaut, welche bei einem Bombenangriff 1945 verwüstet und anschließend in veränderter Form wiederaufgebaut wurde.
Koordinaten: 48° 32′ 12,1″ N, 12° 9′ 42,8″ O

### St. Nikolaus, Altstadt
Die russisch-orthodoxe Gemeinde Landshuts feiert ihre Gottesdienste in der St.-Nikolaus-Kirche, einer Nebenkapelle der Dominikanerkirche St. Blasius.
Koordinaten: 48° 32′ 13,5″ N, 12° 9′ 23,2″ O

## Neuapostolische Kirchen

### Neuapostolische Kirche Landshut, Altstadt
Das Gotteshaus der 1946 gegründeten neuapostolischen Kirchengemeinde in Landshut befindet sich auf der Insel zwischen den beiden Isararmen. Die Kirche am Johann-Weiß-Weg wurde 1977 erbaut.
Koordinaten: 48° 32′ 30,7″ N, 12° 9′ 13,1″ O

## Judentum
- Synagoge am Dreifaltigkeitsplatz: Nach dem Regierungsantritt von Herzog Ludwig dem Reichen werden die Juden 1450 aus Landshut vertrieben, außer sie lassen sich taufen. Die Synagoge wird zu einer Nebenkirche von St. Martin (Dreifaltigkeits- oder Salvatorkirche) umgebaut.[1]